# Bruxelles-Ingooigem 1961
La Bruxelles-Ingooigem 1961, quattordicesima edizione della corsa, si svolse il 14 giugno. Fu vinta dal belga Georges Decraeye della squadra Alcyon-Leroux davanti ai connazionali Roger De Coninck e Roger Coppens.

## Ordine d'arrivo (Top 10)
| Pos. | Corridore         | Squadra              | Tempo    |
| ---- | ----------------- | -------------------- | -------- |
| 1    | Georges Decraeye  | Alcyon-Leroux        | 4h59'00" |
| 2    | Roger De Coninck  | Baratti-Milano       | s.t.     |
| 3    | Roger Coppens     | Solo-Van Steenbergen | s.t.     |
| 4    | Jozef Vloebergs   | Dr. Mann-Labo        | s.t.     |
| 5    | Karel Clerckx     | Dr. Mann-Labo        | s.t.     |
| 6    | Jan Adriaenssens  | Groene Leeuw         |          |
| 7    | Norbert Coreelman | Bertin               |          |
| 8    | Willy Vannitsen   | Baratti-Milano       |          |
| 10   | Jan Van Gompel    | Libertas             |          |